# Gondelsheim
Gondelsheim je njemačka općina u pokrajini Baden-Württemberg, u okrugu Karlsruhe. U Gondelsheimu živi oko 3200 stanovnika.

## Gradovi partneri
- Droue, Francuska

## Vanjske poveznice
- Službena stranica (njem.)